# Madanapalle
Madanapalle est une ville du district d'Annamayya dans l'état Indien de l'Andhra Pradesh.

## Histoire
Madanapalle a été fondée par Sri Ahobila Naidu en 1618 av. J.-C.
Sir Thomas Munro, le premier magistrat de Cuddapah, ordonna la construction à Madanapalle d'un premier bâtiment sur le terrain actuel du centre administratif de la ville. En 1850, Madanapalle devint une sous-division administrative sous la supervision de F.B. Manoly.
Rabindranath Tagore traduisit l'hymne national de la République d'Inde "Jana Gana Mana" du Bengali à l'anglais dans la ville de Madanapalle. Margaret Cousins, la femme de l'éducateur Dr. James Henry Cousins, en composa la musique. Dr. Cousins était à l'époque le directeur du lycée de Madanapalle College fondé par Annie Besant.

## Géographie
Madanapalle est située à 695 m d'altitude.
Ses coordonnées géographiques sont 13° 33′ N, 78° 30′ E.

## Démographie
D'après le recensement de 2011, la ville a une population de 135 669 personnes, dont 67 432 hommes, 68 237 femmes et 13 448 enfants entre 0 et 6 ans. Le taux d'alphabétisation est de 81,40 %, ce qui est plus haut que la moyenne nationale de 73,00 %.

## Personnalités
Jiddu Krishnamurti (11 mai 1895 - 17 février 1986)